# Bruno Müller (Politiker, 1927)
Bruno Müller (* 22. November 1927; † 4. Februar 2004) war ein deutscher Funktionär der DDR-Blockpartei DBD. Er war Vorsitzender des Bezirksverbandes Potsdam der DBD.

## Leben
Müller war als Landwirtschaftsgehilfe tätig und qualifizierte sich später zum Staatlich geprüften Landwirt und zum Diplom-Landwirt. 1950 trat er der Demokratischen Bauernpartei Deutschlands (DBD) bei. In den 1950er Jahren arbeitete er als Wirtschaftsredakteur beim DBD-Zentralorgan Bauernecho. Von 1959 bis 1961 war er Mitglied des Zentralvorstandes des Verbandes Deutscher Journalisten. Anschließend wirkte er als Abteilungsleiter Parteiorgane im Parteivorstand der DBD an.  Von April 1972 bis 1990 war er Vorsitzender des Bezirksverbandes Potsdam der DBD. Müller war zudem ab 1968 Kandidat und ab 1972 Mitglied des DBD-Parteivorstandes, ab Dezember 1984 auch Mitglied des Präsidiums des Parteivorstandes.
Müller war darüber hinaus Bezirkstagsabgeordneter und Mitglied des Bezirksausschusses der Nationalen Front der DDR.

## Auszeichnungen
- Vaterländischer Verdienstorden in Bronze (1968), in Silber (1974) und in Gold (1987)[2]